# Петровинка
Петровинка (біл. вёска Петравінка) —  село в складі Червенського району Мінської області, Білорусь. Село підпорядковане Клиноківській сільській раді, розташоване в центральній частині області.